# World Matchplay 1957
World Matchplay 1957 var en professionell snookerturnering, av de flesta ansedd som det "riktiga" världsmästerskapet. Detta var den sista upplagan av tävlingen som spelades innan snookern gick in i en period då ingen VM-turnering av något slag arrangerades, varken av förbundet eller organisationen kring World Matchplay. Detta års turnering fick också ganska låg status, eftersom de senaste årens mästare Fred Davis hade dragit sig tillbaka (han skulle visserligen göra come back när VM återuppstod 1964), vilket lämnade fältet öppet för nya utmanare.
Det blev de två senaste årens finalist, enelsmannen John Pulman som vann titeln, han slog i finalen nordirländaren Jackie Rea. Pulman skulle komma att behålla titeln ända fram till 1969, de första åren på grund av att inget VM arrangerades, och därefter försvarade han sin titel i sju utmanarmatcher åren 1964 - 1968.
Finalen hölls i Jersey.

## Resultat
|  | Semifinaler: Bäst av 37 frames | Semifinaler: Bäst av 37 frames |    |             | Final: Bäst av 73 frames | Final: Bäst av 73 frames |  |  |  |  |
|  |                                |                                |    |             |                          |                          |  |  |  |  |
|  | John Pulman                    | 21                             |    |             |                          |                          |  |  |  |  |
|  | Rex Williams                   | 16                             |    |             |                          |                          |  |  |  |  |
|  | Rex Williams                   | 16                             |    | John Pulman | 39                       |                          |  |  |  |  |
|  |                                |                                |    | John Pulman | 39                       |                          |  |  |  |  |
|  |                                | Jackie Rea                     | 34 |             |                          |                          |  |  |  |  |
|  | Jackie Rea                     | Jackie Rea                     | 34 | 25          |                          |                          |  |  |  |  |
|  | Jackie Rea                     |                                |    | 25          |                          |                          |  |  |  |  |
|  | Kingsley Kennerly              | 12                             |    |             |                          |                          |  |  |  |  |